# Seznam medailistů na halovém mistrovství Evropy – chůze na 5 km
Chůze na 5 km je neolympijská atletická disciplína, ve které v hale na dráze závodí muži.

## Muži
| Rok      | Zlato                  | Stříbro                | Bronz                  |
| -------- | ---------------------- | ---------------------- | ---------------------- |
| HME 1981 | Hartwig Gauder         | Maurizio Damilano      | Gérard Lelievre        |
| HME 1982 | Maurizio Damilano      | Carlo Mattioli         | Martin Toporek         |
| HME 1983 | Anatolij Solomin       | Jevgenij Jevsjukov     | Erling Andersen        |
| HME 1987 | Jozef Pribilinec       | Ronald Weigel          | Roman Mrázek           |
| HME 1988 | Jozef Pribilinec       | Roman Mrázek           | Sándor Urbanik         |
| HME 1989 | Michail Ščennikov      | Roman Mrázek           | Giovanni De Benedictis |
| HME 1990 | Michail Ščennikov      | Giovanni De Benedictis | Axel Noack             |
| HME 1992 | Giovanni De Benedictis | Franc Kosťjukevič      | Stefan Johansson       |
| HME 1994 | Michail Ščennikov      | Ronald Weigel          | Denis Langlois         |